# Bon courage, larbin !
Pour plus de détails, voir Fiche technique et Distribution.
Bon courage, larbin ! (腰弁頑張れ, Koshiben ganbare) est un court-métrage muet japonais réalisé par Mikio Naruse, sorti en 1931.

## Synopsis

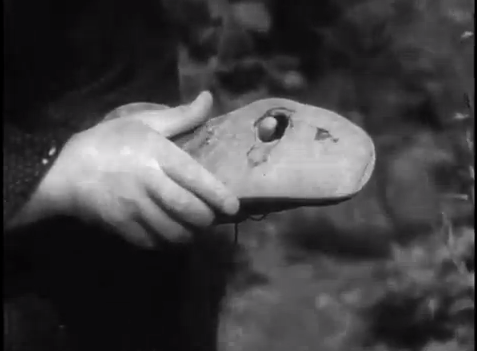
Scène du film

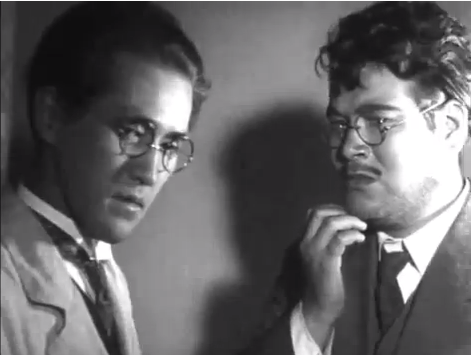
Seiji Nishimura et Isamu Yamaguchi

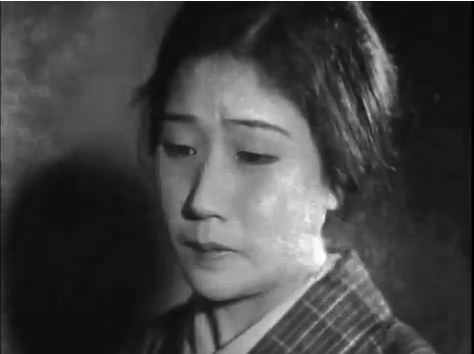
Tomoko Naniwa

Okabe est agent d'assurances, il vit bien pauvrement avec sa femme, son fils aîné Susumu et un nouveau-né. Après s'être fait vertement reprocher cette vie de misère par sa femme, Okabe se rend chez les Toda, une riche famille nombreuse du voisinage, bien décidé à placer une police d'assurance pour les enfants. Mais il se heurte à la vive concurrence de Nakamura, un agent d'une compagnie concurrente et se fait éconduire malgré ses stratagèmes.
Susumu se bagarre avec des enfants qui, malgré leur promesse, refusent de le laisser jouer avec l'aéroplane qu'il a été récupérer pour eux sur un toit. Il raconte cet épisode à son père qui le félicite dans un premier temps, puis s'apercevant que le propriétaire du jouet est Hiroshi, un des enfants Toda, il supplie son fils de s'excuser. Ce dernier refuse et part en pleurant. Okabe raccompagne Hiroshi chez lui et tombe sur une Mme Toda très inquiète car une rumeur parle d'un enfant qui a été renversé par un train. Heureuse de trouver son fils sain et sauf, elle souscrit à une police d'assurance pour ses enfants auprès d'Okabe.
En rentrant fièrement chez lui, Okabe achète un aéroplane pour Susumu mais trouve sa maison vide. La voisine lui apprend que son fils s'est fait renverser par un train. À l'hôpital, le pronostic vital du médecin est réservé, mais après une longue attente, Susumu finit par ouvrir les yeux et Okabe peut lui offrir le jouet tant désiré.

## Fiche technique
- Titre français : Bon courage, larbin !
- Titre original : 腰弁頑張れ (Koshiben ganbare?)
- Réalisation : Mikio Naruse
- Scénario : Mikio Naruse
- Photographie : Mitsuo Miura
- Société de production : Shōchiku (Studios Kamata)
- Pays d'origine :  Empire du Japon
- Format : noir et blanc — 1,37:1 — film muet
- Genre : comédie
- Durée : 29 minutes (métrage : 3 bobines - 784 m[1])
- Dates de sortie :
  - Empire du Japon : 8 août 1931[1]

## Distribution
- Isamu Yamaguchi : Okabe
- Tomoko Naniwa : la femme d'Okabe
- Seiichi Katō : Susumu, le fils d'Okabe
- Shizue Akiyama : Mme Toda
- Hideo Sugawara : Hiroshi, le fils Toda
- Tokio Seki : Koji Nakamura, l'agent d'assurance concurrent
- Seiji Nishimura : le médecin

## Autour du film
Bon courage, larbin ! est le premier film de Mikio Naruse à avoir été sauvegardé, ses films précédents sont perdus,.